# Copa del Rey 1909
Sedmý ročník Copa del Rey (španělského poháru) se konal od 4. dubna do 8. dubna 1909 za účasti pěti klubů. Poprvé se soutěže zúčastnila i Barcelona.
Trofej získal poprvé ve své historii Real Sociedad, který ve finále porazil Club Español de Madrid 3:1.